# District de Ghaziabad
Le district de Ghaziabad (en hindi : ग़ाज़ियाबाद ज़िला) est une division administrative de la division de Meerut dans l'État de l'Uttar Pradesh, en Inde.

## Géographie
Le centre administratif du district est Ghaziabad. 
La superficie du district est de 1 179 km2 et la population était en 2011 de 4 681 645 habitants.
Le taux d'alphabétisation est de  85 %.